# NGC 955
NGC 955 је спирална галаксија у сазвежђу Кит која се налази на NGC листи објеката дубоког неба.
Деклинација објекта је - 1° 6' 30" а ректасцензија 2h 30m 33,1s. Привидна величина (магнитуда) објекта NGC 955 износи 12,1 а фотографска магнитуда 12,9. Налази се на удаљености од 19,2000 милиона парсека од Сунца. NGC 955 је још познат и под ознакама UGC 1986, MCG 0-7-27A, CGCG 388-29, IRAS 02279-0119, PGC 9549.